# Beau Biden
Joseph Robinette „Beau“ Biden (3. února 1969 Wilmington, Delaware – 30. května 2015 Bethesda, Maryland) byl americký právník a demokratický politik, starší syn prezidenta USA Josepha „Joe“ Bidena. Jeho bratrem je právník a podnikatel Hunter Biden.
V letech 2007–2015 působil z titulu generálního prokurátora jako ministr spravedlnosti unijního státu Delaware.
Mezi roky 2003–2015 sloužil v Armádě Spojených států. V hodnosti majora pracoval ve vojenské justiční službě (Judge Advocate General's Corps, JAG) a byl také členem delawarské Národní gardy se sídlem v městě Smyrna. Na roční misi se zúčastnil války v Iráku.

## Osobní život

### Mládí
Narodil se roku 1969 v delawarském Wilmingtonu jako nejstarší syn senátora USA, pozdějšího viceprezidenta a zvoleného prezidenta Josepha Bidena a jeho první manželky Neilie Bidenové (rozené Hunter). Při autonehodě v roce 1972 byly usmrceny jeho matka a mladší sestra Naomi Bidenová. Sám s bratrem Hunterem Bidenem utrpěli vážná zranění. Oba bratři podpořili otce v rozhodnutí se po několika letech znovu oženit a roku 1977 se uskutečnil sňatek s Jill Jacobsovou. Nevlastní sestra, Ashley Bidenová, se narodila v roce 1981.
S manželkou Hallie Bidenovou měl dvě děti – dceru Natalii a syna Huntera.
Otce uvedl na plénum Demokratického konventu 2008 poté, co získal stranickou nominaci na úřad viceprezidenta. V projevu, který u řady delegátů vzbudil silné emoce, zmínil také tragickou autonehodu z roku 1972.

### Vzdělání a raná kariéra
Po ukončení střední školy Archmere Academy vystudoval Pensylvánskou univerzitu, kde získal bakalářský titul (B.A.). Magisterský stupeň absolvoval, stejně jako otec, na Právnické fakultě Syrakuské univerzity s titulem doktor práv (J.D.).
V období 1995–2004 pracoval ve Filadelfii jako státní žalobce Ministerstva spravedlnosti. V roce 2004 se stal společníkem v právní kanceláři Bifferato, Gentilotti, Biden & Balick. Po dvou letech ji opustil když došlo k jeho zvolení delawarským ministrem spravedlnosti.

### Působení v armádě
Mezi roky 2003–2015 působil v Armádě Spojených států. Jeho jednotka byla o plánovaném nasazení v Iráku informována 3. října 2008. Následně se přemístila do výcvikového kempu v dallaském Fort Bliss, den po otcově viceprezidentské předvolební debatě.
Z Iráku přicestoval v lednu 2009 do Washingtonu, D.C. na inauguraci Obamy i otce za viceprezidenta Spojených států. Poté odletěl zpět za jednotkou. Na oslavu Dne nezávislosti jej otec navštívil 4. července 2009 na základně Camp Victory v Bagdádu. Z irácké mise se definitivně vrátil v říjnu 2009.
Podle vlastního vyjádření během bojového nasazení stále spolupracoval s personálem úřadu ministra spravedlnosti Delawaru, ačkoli jeden z jeho blízkých spolupracovníků sdělil, že většinu pracovních povinností delegoval na svého zástupce, aby se mohl plně zaměřit na iráckou misi.

### Zdravotní stav a úmrtí

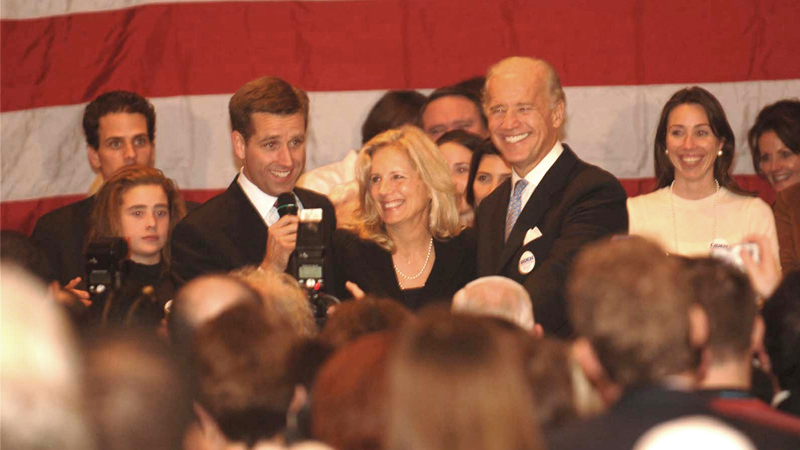
Vítězný projev po zvolení delawarským ministrem spravedlnosti po boku otce Josepha Bidena (vpravo), 2006

V poslední fázi života trpěl mozkovým nádorem. V květnu 2010 byl přijat do nemocnice Christiana v Newarku pro bolesti hlavy, sníženou citlivost a ochrnutí. Oficiální zpráva za příčinu uvedla „tranzitorní ischemickou ataku“. Stejný měsíc došlo k jeho převozu do filadelfské Univerzitní nemocnice Thomase Jeffersona na několikadenní pozorování.
V srpnu 2013 nastoupil léčbu v Andersonově onkologickém centru Texaské univerzity v Houstonu s diagnózou mozkového nádoru, když jeho předchozí zdravotní stav Bílý dům označil za „epizodu dezorientace a slabosti“. Po odstranění nádorového ložiska v kombinaci s chemoterapií a radioterapií došlo k remisi. Dne 20. května 2015 byl opět přijat do Národního centra vojenského lékařství Waltera Reeda v marylandské Bethesdě v důsledku relapsu nádoru. Zemřel o deset dní později 30. května 2015. Smuteční obřad proběhl 6. června téhož roku v římskokatolickém kostele svatého Antonína ve Wilmingtonu.